# دهواره
دهواره (به عربی: الدهوارة) یک شهرداری در الجزایر است که در استان قالمه واقع شده‌است. دهواره ۷٬۷۹۱ نفر جمعیت دارد.